# 662 Newtonia
662 Newtonia este un asteroid din centura principală, descoperit pe 30 martie 1908, de Joel Metcalf.